# National Geographic
National Geographic (precedentemente nota come The National Geographic Magazine) è una rivista mensile della National Geographic Society pubblicata in moltissimi paesi del mondo e tradotta in 31 lingue diverse, contando il numero di ben cinquanta milioni di lettori al mese.

## Storia editoriale
Era il 13 gennaio 1888 quando un gruppo di trentatré esponenti scientifici della città di Washington riuniti al Cosmos Club discusse sull'opportunità di costituire una società dedita alla diffusione e allo sviluppo delle conoscenze geografiche. Due settimane più tardi i membri fondatori elessero Gardiner Greene Hubbard primo presidente della National Geographic Society, conosciuta anche semplicemente come Society.
Il 22 settembre dello stesso anno vide la luce anche il primo numero della rivista. Si presentava come brossura scientifica, in copertina color terracotta, contenente tra gli altri un articolo di W. M. Davis su "Metodi geografici nella ricerca in geologia", "La classificazione genetica delle forme geografiche", di W. J. McGee e il racconto della pilota C. H. Marshall, sopravvissuta alla grande burrasca dell'11-14 marzo 1888.
Nel 1889 venne stampato il primo National Geographic con illustrazioni a colori, disegni a pastello in un articolo sul Nicaragua, e fu per la prima volta allegata una cartina, cosa che in seguito sarà un aspetto importante del periodico. Sempre grande valore è stato dato anche alla fotografia, elemento distintivo del mensile. Nel 1910 furono pubblicate ventiquattro pagine con fotografie della Corea e del Giappone. Fu solo nel 1896 che la rivista cominciò ad essere venduta nelle edicole, al prezzo di 25 cent, con uscite mensili.
L'adozione del riquadro giallo in copertina risale al 1910, mentre nel 1959 si decise di inserire in copertina anche una foto che avrebbe aiutato ad identificare il numero. Alcune copertine sono poi rimaste famose, come ad esempio quella che ritraeva una ragazza afgana fotografata da Steve McCurry. Era il 1927 quando The National Geographic Magazine pubblicò le prime fotografie a colori subacquee del mondo, che ritraevano i fondali della laguna delle Dry Tortugas, in Florida.
Nel gennaio 1979 fu allegato al numero anche un disco in vinile contenente i canti della megattera. Nel 1995 il mensile cominciò ad essere pubblicato in varie lingue ed oggi è pubblicato in venticinque idiomi. 

### National Geographic Italia
Esiste anche, dal 1998, un'edizione italiana, la National Geographic Italia, edita da GEDI Gruppo Editoriale, con un suo sito Internet dal 2010. Dal dicembre 2010 il direttore del mensile italiano è Marco Cattaneo.